# Stenobothrus kirgisorum
Stenobothrus kirgisorum är en insektsart som beskrevs av Ikonnikov 1911. Stenobothrus kirgisorum ingår i släktet Stenobothrus och familjen gräshoppor. Inga underarter finns listade i Catalogue of Life.